# Wagerup-Aluminiumoxidraffinerie
Koordinaten: 32° 54′ 54″ S, 115° 54′ 53″ O
Die Wagerup-Aluminiumoxid-Raffinerie befindet sich 130 Kilometer südlich von Perth an der Grenze der Peel- und der South West Region von Western Australia. Sie ist eine von drei Raffinerien, die Alcoa of Australia in Western Australia betreibt. Nach Angaben von Alcoa beschäftigt das Bergwerk und Raffinerie 900 Personen, von denen etwa 30 % in diesem Gebiet leben.

## Lage
Die Raffinerie ist von agrarisch genutztem Land umgeben, ist 4 Kilometer von Yarloop, 13 Kilometer von Waroona und 70 Kilometer vom Hafen von Bunbury entfernt. Sie ist mit der Willowdale-Bauxitmine durch ein 51 Kilometer langes Förderband verbunden, die sich in der Darling Range befindet.
In der Raffinerie werden aus dem Bauxiterz der Willowdale-Bauxitmine jährlich 2,6 Millionen Tonnen Aluminiumoxid produziert, das auf der Eisenbahn zum Hafen von Bunbury transportiert wird, um von dort zu Aluminiumhütten in der ganzen Welt verschifft zu werden.
2004 gab Alcoa bekannt, dass es die Aluminium-Raffinerie laufend bis auf eine jährliche Kapazität von 4,7 Millionen Tonnen erweitern werde.

## Umwelt
Obwohl Alcoa beteuert, dass ihre Raffinerien zu den umweltfreundlichsten der Welt zählen, gibt es Klagen über die Belastung der Umwelt und der Menschen durch den Raffineriebetrieb, vor allem von denjenigen, die in Yarloop wohnen. Sie beschweren sich seit langem über gesundheitliche Beeinträchtigung, deren Ursache ihrer Meinung nach in der Luftverschmutzung liegt.
Die Herstellung von Aluminiumoxid erfolgt nach dem Bayer-Verfahren, dabei wird das fein gemahlene Bauxit mit konzentrierter Natronlauge bei etwa 7 bar und etwa 180 °C versetzt. Dabei ist ein hoher Energieaufwand erforderlich und bei der Lösung des abgebauten Bauxits entsteht basischer Rotschlamm, der deponiert und sicher gelagert werden muss. Rotschlamm enthält ätzende Natronlauge, giftige Schwermetalloxide und etwa ein Prozent Schwermetallhydroxide. Ferner können Erzstäube bei Transport in die Umwelt gelangen und giftigen Komponenten wie Fluoride, Arsenate, Chromate und Vanadate können aus dem Schlamm ausgewaschen werden. Die Aluminium-Ionen sind für Mikroorganismen schädlich und toxisch für Tiere und Pflanzen. Rotschlammdeponien sollten deshalb an ihrer Oberfläche abgedeckt sein und keinen Kontakt mit Grundwasser haben. Bei der Herstellung von Aluminium entweicht Fluor und Fluorwasserstoff, was in Gänze nicht zu vermeiden ist. Außerdem werden Kohlenmonoxid (CO) und Kohlendioxid (CO2) freigesetzt.